# Andrew Adams (giocatore di football americano)
Andrew Adams (Fayetteville, 28 ottobre 1992) è un giocatore di football americano statunitense che milita nel ruolo di safety per i Philadelphia Eagles della National Football League (NFL). Fu ingaggiato per la prima volta in NFL dai Giants nel 2016, dopo non essere stato scelto da nessuna squadra nel corso del draft. Al college giocò a football dapprima con i Connecticut Huskies.

## Carriera universitaria
Adams giocò a football con i Connecticut Huskies dal 2012 al 2015. 
Nel corso della sua carriera universitaria fece registrare 33 partenze da titolare (di cui 12 nel 2014 e 13 nel 2015); inoltre nel corso del suo ultimo anno in squadra fu anche uno dei quattro capitani della squadra.

## Carriera professionistica

### New York Giants
Il 6 maggio 2016 Andrew Adams firmò con i New York Giants dopo non essere stato scelto da nessuna squadra nel corso del draft.
Il 3 settembre Adams venne svincolato dai Giants ma il giorno successivo firmò nuovamente con i Giants, per entrare a far parte della squadra d'allenamento. Il 23 settembre Adams venne promosso nella lista degli atleti disponibili per la squadra titolare.
Adams mise a segno il suo primo intercetto in NFL durante la gara di settimana 9 quando riuscì a bloccare la palla lanciata da Carson Wentz, il quarterback dei Philadelphia Eagles.

### Tampa Bay Buccaneers
Il 7 febbraio 2021 Adams scese in campo nel Super Bowl LV contro i Kansas City Chiefs campioni in carica nella vittoria per 31-9, conquistando il suo primo titolo.

## Palmarès
- Super Bowl : 1

Tampa Bay Buccaneers: LV
- National Football Conference Championship: 1

Tampa Bay Buccaneers: 2020